# Jinxx

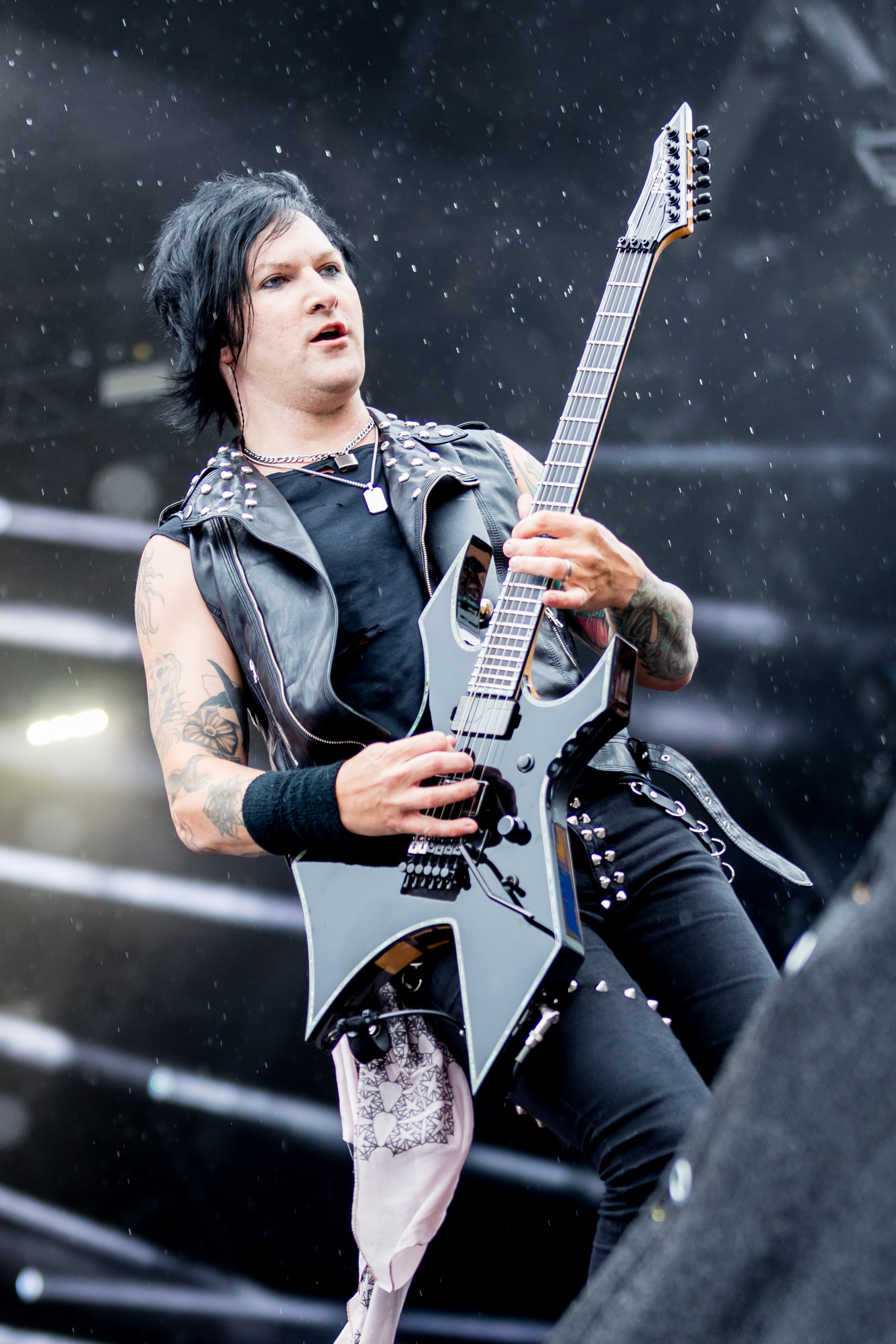
Live mit Black Veil Brides (2022)

Jinxx (* 7. Januar 1981 in Webster City, Iowa als Jeremy Miles Ferguson) ist ein US-amerikanischer Rockmusiker. Er ist Gitarrist und Violinist von Black Veil Brides.
Bevor er sich der Band im Jahr 2009 anschloss, spielte er in mehreren namhaften Gruppen. Darunter zählte The Dreaming, eine Rockband aus Los Angeles, die von Christopher Hall, welcher in der Band Stabbing Westward spielte.
Er spielte in mehreren Bands an der Westküste, darunter auch Amen und The Drastics.